# Croquignoles de Reims

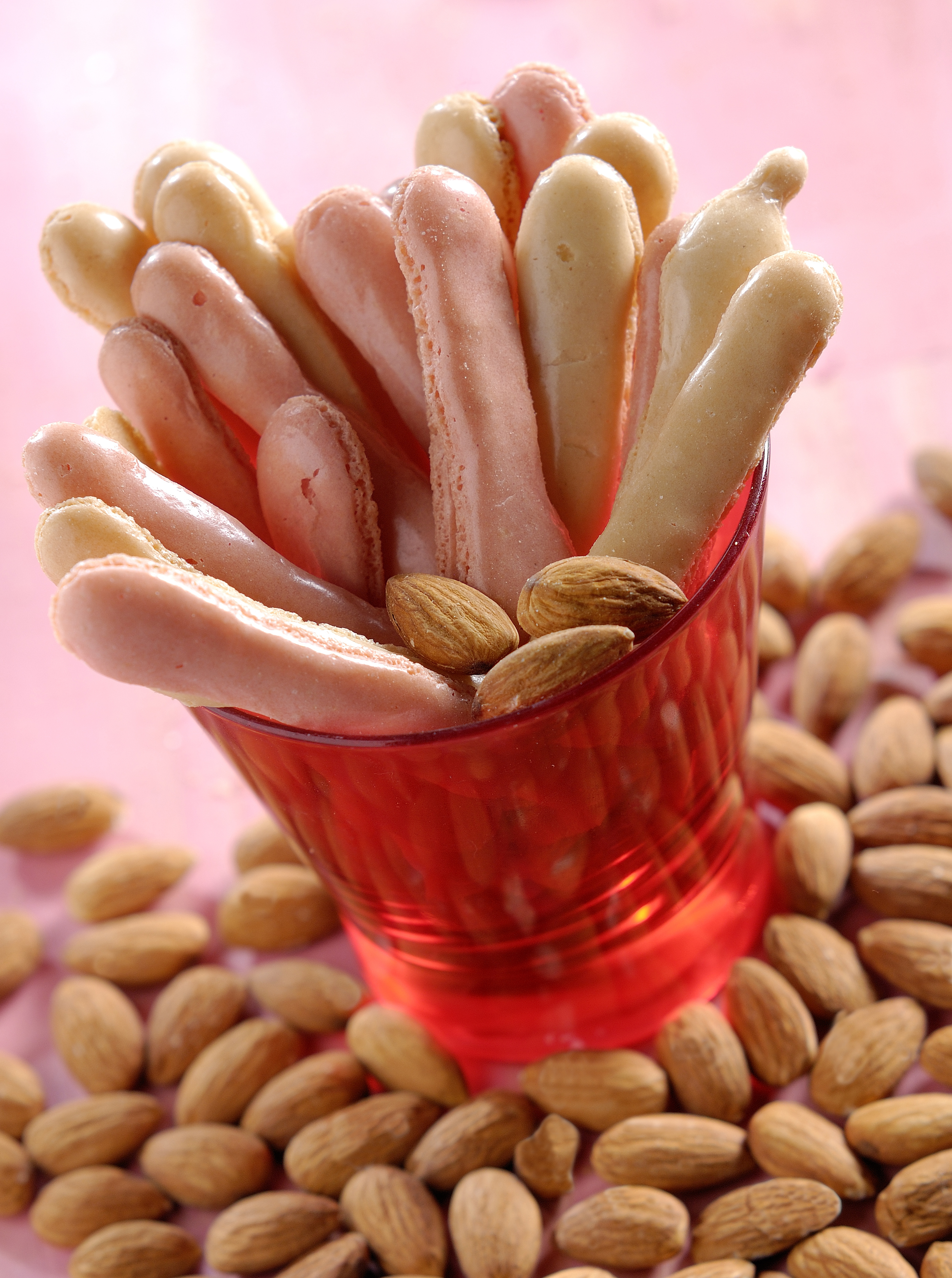
Croquignoles.

Les Croquignoles de Reims sont une spécialité culinaire sucrée, sorte de meringue préparée à partir de farine, de blanc d'œuf et de sucre, à l'apparence de biscuit très sec et croquant, rose ou blanc, de forme allongée ou ronde.
Spécialité traditionnelle de la ville de Reims, elle était originellement un sous-produit de la fabrication des biscuits roses de Reims, comme coulure de la pâte à biscuit dans le four. Elle est désormais produite pour elle-même, par l'entreprise Maison Fossier, seule à en avoir conservé le savoir-faire.